# Torvalla, Norrtälje kommun
Torvalla är en bebyggelse sydväst om Norrtälje i Norrtälje kommun. Vid SCB;s ortsavgränsning 2020 klassades bebyggelsen som en småort.